# Gamskrägen
Gamskrägen är en bergsrygg i Österrike. Den ligger i förbundslandet Salzburg, i den centrala delen av landet, 300 km väster om huvudstaden Wien. Gamskrägen ligger 2 362 meter över havet. Närmaste större samhälle är Mittersill, 13 km väster om Gamskrägen. 